# Halictus pilicrus
Halictus pilicrus är en biart som beskrevs av Heinrich Friese 1921. Halictus pilicrus ingår i släktet bandbin, och familjen vägbin. Inga underarter finns listade i Catalogue of Life.